# Clusia lateralis
Clusia lateralis är en tvåvingeart som beskrevs av Walker 1849. Clusia lateralis ingår i släktet Clusia och familjen träflugor. Inga underarter finns listade i Catalogue of Life.